# Kommunalwahlen in Schleswig-Holstein 2018
Die Kommunalwahlen in Schleswig-Holstein 2018 für die Gemeinde- und Kreisvertretungen fanden am 6. Mai 2018 statt.

## Ausgangslage
Die zurückliegende Kommunalwahl vom 26. Mai 2013 galt für eine Wahlzeit der neu gewählten Vertretungen vom 1. Juni 2013 bis 31. Mai 2018.

## Wahlrecht
Wahlberechtigt waren alle Bürger von EU-Staaten, die am Wahltag das 16. Lebensjahr vollendet hatten und seit mindestens drei Monaten in Schleswig-Holstein wohnten.
Zu den aktuellen Rechtsgrundlagen zählen unter anderem:
- Gemeinde- und Kreiswahlgesetz (GKWG) in der Fassung der Bekanntmachung vom 19. März 1997 (GVOBl. Schleswig-Holstein Seite 151), zuletzt geändert durch Artikel 5 des Gesetzes vom 22. März 2012 (GVOBl. Schleswig-Holstein S. 371)[2]
- Gemeinde- und Kreiswahlordnung (GKWO) vom 2. Dezember 2009 (GVOBl. Schl.-H. Seite 747)

## Ergebnisse
Das endgültige amtliche Landesendergebnis der Kreiswahl (also für die kreisfreien Städte und Kreise) lautet:
| Partei | Prozent | Veränderung zu 2013 in Prozentpunkten |
| Wahlbeteiligung                                                                                            | 47,0    | +0,3                                  |
| --- | ------- | ------------------------------------- |
| Christlich Demokratische Union Deutschlands (CDU)                                                          | 35,1    | −3,8                                  |
| Sozialdemokratische Partei Deutschlands (SPD)                                                              | 23,3    | −6,5                                  |
| Bündnis 90/Die Grünen (GRÜNE)                                                                              | 16,5    | +2,8                                  |
| Freie Demokratische Partei (FDP)                                                                           | 6,7     | +1,7                                  |
| Alternative für Deutschland (AfD)                                                                          | 5,5     | 2013 nicht angetreten                 |
| Wählergruppen (WG)                                                                                         | 4,5     | −0,3                                  |
| Die Linke (DIE LINKE)                                                                                      | 3,9     | +1,4                                  |
| Südschleswigscher Wählerverband (SSW)                                                                      | 2,3     | −0,6                                  |
| Freie Wähler Landesvereinigung (FREIE WÄHLER)                                                              | 1,3     | +0,8                                  |
| Partei für Arbeit, Rechtsstaat, Tierschutz, Elitenförderung und basisdemokratische Initiative (Die PARTEI) | 0,4     | +0,3                                  |
| Zukunft.Nordfriesland (Z.NF)                                                                               | 0,1     | 2013 nicht angetreten                 |
| Piratenpartei Deutschland (PIRATEN)                                                                        | 0,1     | −1,5                                  |
| Nationaldemokratische Partei Deutschlands (NPD)                                                            | 0,1     | 0,0                                   |
| Familien-Partei Deutschlands (FAMILIE)                                                                     | 0,1     | 2013 nicht angetreten                 |
| Liberal-Konservative Reformer (LKR)                                                                        | 0,0     | 2013 nicht angetreten                 |
| Deutsche Kommunistische Partei (DKP)                                                                       | 0,0     | 2013 nicht angetreten                 |